# Graz
47°04′13″N 15°26′20″Ø / 47.07028°N 15.43889°Ø
Graz er en by i republikken Østrig, hovedstad i delstaten Steiermark, og ligger i det sydøstlige Østrig. Byen, som har 257 328 indbyggere (jan. 2010), er Østrigs næststørste by. Graz er en vigtig universitetsby med fire universiteter og fire højere læreanstalter. Den gamle by i Graz er optaget på UNESCOs verdensarvsliste, og i 2003 var Graz Europas kulturhovedstad.

## Geografi
Graz ligger syd for Alperne ved floden Mura, hvor den løber fra Alperne. Graz er på tre sider omgivet af bjerge, som rejser sig omkring 400 m over byen. Mod syd åbner byen sig mod et lavland kaldet Grazer Becken (Graz bækkenet).
Det højeste punkt med 754 m o h er Plabutsch i vest, medens selve byen ligger på ca 330 m o h. Midt i byen ligger det 471 m høje Graz slotsbjerg.

### Klima
Graz beliggenhed sydøst for Alperne afskærmer byen fra det kontinentale klima i mellemeuropa. Byens vejrlig er stærkt påvirket af middelhavets klima, og er meget mildt. Gennemsnitstemperaturen er 10,3° (januar: -1,2°; juli: 20,8°), den gennemsnitlige nedbørsmængde udgør 840 mm/år, og solen skinner ca 1 900 timer/år.
Byens beliggenhed, nærmest i et bækken, har også en klimatisk ulempe. Først og fremmest om vinteren kan der opstå 'markinversioner', hvor den kolde luft i bækkennet ikke kan stige op, men ligger tilbage som tåge i flere dage; selv byens luftforurening bliver da liggende tilbage, og giver smog.
| Vejr for Graz                    | Vejr for Graz | Vejr for Graz | Vejr for Graz | Vejr for Graz | Vejr for Graz | Vejr for Graz | Vejr for Graz | Vejr for Graz | Vejr for Graz | Vejr for Graz | Vejr for Graz | Vejr for Graz | Vejr for Graz |
|                                  | Jan           | Feb           | Mar           | Apr           | Maj           | Jun           | Jul           | Aug           | Sep           | Okt           | Nov           | Dec           | År            |
| -------------------------------- | ------------- | ------------- | ------------- | ------------- | ------------- | ------------- | ------------- | ------------- | ------------- | ------------- | ------------- | ------------- | ------------- |
| Gennemsnitlig maks °C            | 3             | 6             | 11            | 15            | 20            | 23            | 25            | 24            | 20            | 14            | 7             | 3             | 14,2          |
| Gennemsnitlig min °C             | −4            | −2            | 1             | 5             | 10            | 13            | 15            | 15            | 11            | 6             | 1             | −2            | 5,7           |
| Gennemsnitlig nedbør mm          | 26            | 32            | 47            | 52            | 85            | 125           | 110           | 117           | 83            | 70            | 57            | 39            | 841           |
| Kilde (16. august 2016): TurVejr |               |               |               |               |               |               |               |               |               |               |               |               |               |

### Befolkning
Graz har 257 328 indbyggere, som er registreret i byen. Desuden bor mere end 37 000 personer i Graz, som er registreret andetsteds, bl a mange studenter. I storregionen Graz bor 320 000 mennesker.

## Politik
Graz er en by med egne love, hvilket bevirker, at kommunen også er ansvarlig for de administrative opgaver, som sædvanligvis udføres af distriktet. Som delstatens hovedstad deltager Graz heller ikke i delstatens kommunalvalg, men har en egen valgrunde.

### Kommunalpolitik
Byens kommunalpolitik adskiller sig på flere punkter fra resten af Østrig. På den ene side var det tysknationale parti FPÖ i 1970'erne til 1990'erne meget fremgangsrigt i Graz. Mellem 1973 og 1983 var byens borgmestre fra dette parti. På den anden side var Graz den første storby i Østrig, hvor det lykkedes for de grønne at komme ind ved kommunalvalget. Den aktuelle kommunale ”afvigelse” i dag er, at det ellers knapt eksisterende kommunistiske parti KPÖ er det tredjestørste parti i Graz kommune. Partisammensætningen efter valget 2008 ser således ud:
- ÖVP: 23 mandater
- SPÖ: 11 mandater
- KPÖ: 6 mandater
- De grønne: 8 mandater
- FPÖ: 6 mandater
- BZÖ: 2 mandater

### Borgmester
Borgmester er Siegfrid Nagl fra partiet ÖVP.

## Historie

### Tiden før 1300
Arkæologiske fund fra omkring 3000 f.Kr. viser, at området var beboet så tidligt som i stenalderen. Mange stednavne tyder på slavisk bosætning i germansk jernalder, blandt andet også byens navn, der kan udledes af Gradec, som betyder 'lille slot'. Bayerisk bosættelse begyndte i anden halvdel af 900-tallet.
Under 'Markgreve' Leopold 1. af Østrig begyndte den planmæssige kolonisering af området. På slotsbanken blev der bygget en romansk fæstning. Ved foden af bjerget byggedes en herskabelig gård mellem 1125 og 1130. På dette tidspunkt nævnes stedet formentlig også for første gang (1128). 1172 nævnes byen Graz som købstad, i 1189 som civitas, i 1268 som oppidum. Allerede i 1233 byggedes den første mur, og 1245 fik byen sit eget våbenskjold.

### 1300- og 1400-tallet
1379 blev Graz residensby for hertug Ernst, der var regent i Østrig's lande. Efter 1438 oplevede Graz et yderligere opsving under den tysk-romerske kejser Frederik III, som ofte opholdt sig i byen. Han opførte byens borg, Grazer Burg.
Selve byen udvidedes, og befæstningerne blev forstærket. Mod slutningen af hans regeringstid blev byen og dens omgivelser ramt af flere kriser. Først blev landet truet af et adelsoprør under 'Andreas Baumkircher', (som senere henrettedes i byen i 1471). Siden invaderede osmanniske tropper Steiermark i 1478 og igen i 1480. Ganske vist belejrede de ikke byen, men ødelagte landet. Det blev efterfulgt af pestepidemier og mange græshoppesværme, der ødelagde høsten. Efter 1480 truedes byen af Ungarns konge Matthias Corvinus.

### 1500-tallet
Også 1500-tallet var en urolig tid. Luthers lære spredtes i Graz, og næsten alle borgere og adelsmænd sluttede sig til den protestantiske tro.
Ungarn blev erobret af de osmanniske tropper, og Steiermark blev grænseland mod Det Osmanniske Rige. 1529 belejredes Wien, og 1532 truedes Graz af samme skæbne, men tropperne udenfor byen drog dog videre. Allerede inden var de begyndt at udbygge og modernisere forsvarsanlægget. Arkitekten Domenico dell'Allio tegnede ikke kun forsvarsanlæggene, men også 'Landstandens hus'(?), kendt som Grazer Landhaus, der blev bygget mellem 1531 og 1563, og som i dag huser Steiermarks landdag og dele af delstatsregeringen.
1564 efterfulgte ærkehertug Karl II sin far som regent af det indre Østrig. Han flyttede sin residens til Graz, og en ny æra begyndte for byen. En vigtig begivenhed var hans bryllup med den bayerske prinsesse Mary 1571. Men hun var også forkæmper for mod-reformation.
Ærkehertug Karl hentede jesuitter til Graz, som grundlagde et akademisk gymnasium – selv det protestantiske borgerskab havde et gymnasium – hvor f.eks Johannes Kepler underviste – som blev universitet 1586.
Den barske udenrigspolitike situation gav protestanterne en smule pusterum i 1570'erne, da ærkehertugen skulle sikre sig deres støtte i kampen mod det osmanniske rige, men i 1580'erne steg spændingerne igen, og under hans søn Ferdinand 2. så mange borgere sig tvunget til at forlade byen.

### 1600-tallet
Ferdinand den 2. ophøjede formelt Graz til residensby år 1600. Men i 1619 blev han tysk-romersk kejser. Hans kroning i Graz blev slutningen på byen storhedstid. Hoffet forlod Graz, kun myndigheder for indre Østrig blev tilbage.
1625 afsluttedes en udvidelse af byens befæstninger, og i 1640'erne byggedes Landeszeughaus Graz (arsenalet), hvor våben og udstyr til 16 000 soldater blev opbevaret. 1663, 1664 og 1683 dukkede osmanniske tropper op ved grænsen til Steiermark.
Trods pestepidemier, der ramte Graz flere gange i løbet af 1600-tallet, voksede befolkningen langsomt, men støt. I slutningen af århundredet havde Graz omkring 15 000 indbyggere.
Der udviklede sig forstæder på den anden side af floden ved flodbådenes havn (Lend) samt nord og øst for byen. Men Graz var blevet en stille provinsby, og fæstningen på slotsbjerget anvendtes først og fremmest som fængsel for krigsfanger og fremtrædende politiske fanger.

### 1700-tallet
1700-tallet var en stille tid for byen, selv om det begyndte med at ungarske frihedskæmpere i 1704 angreb den østlige Steiermark. Væsentlige ændringer indtraf først i løbet af kejserinde Maria Theresia regeringstid, da byens uafhængighed blev begrænset i forbindelse med de store administrative reformer, der gennemførtes i riget i 1750'erne. Selv myndighederne i 'Indre Østrig' i Graz blev opløst.
Allerede under Maria Theresa's far, Karl VI hentedes et italiensk operaselskab til Graz, som fik et hus på Tummelplatz. 1774 byggedes et teater ved siden af byens slot. 1785 grundlagdes byens første lokale avis Gräzer Zeitung.
1784 blev Graz erklæret åben by af Kejseren Josef II og befæstningsanlæggene raseredes delvist. Det åbne område uden for dem var blevet bebygget undtagen det såkaldte glacis, hvor militæret havde øvelsesområde, og som senere i 1860'erne skulle blive til byens park. Jakominipladsen og alléerne langs de tidligere bastioner blev skabt dengang.
Århundredet sluttede, som det var begyndt, med militære trusler. 1797 drog Napoleon med sine tropper ind i Graz.

### 1800-tallet
I 1805 besattes byen af franske tropper, og i maj og juni 1809 belejredes fæstningen i Graz af franske tropper. Fæstningen holdt stand, men i 'freden i Schönbrunn' konkluderedes, at fæstningen på slotsbjerget skulle rives ned. Kun to tårne, klokketårnet og urtårnet kunne reddes, ved at købes fri for en stor sum penge.
Efter revolutionen 1848/1849 fik Graz et nyt 'statut'. Der oprettedes et valgt råd, som igen skulle vælge borgmesteren og byens regering.
I 1860'erne fjernedes resterne af byens befæstningsanlæg og bastioner. En stor bypark anlagdes, og selv på slotsbjerget, som indtil da havde været en bar klippe, plantedes en masse træer. Syd for den gamle by voksede der et moderne kvarter op. Industrihallen og østbanens station, er de vigtigste tegn på den industrielle udvikling. Selv på den anden side af floden blev der bygget industrier nær sydbanens station. På skråningerne øst for den gamle by blev der bygget boligområder. På det tidspunkt voksede Graz hurtigt. Omkring 1870 passerede byen 100 000 indbyggere, og i 1900 boede der næsten 170 000 mennesker i byen.

### 1900-tallet
Første Verdenskrig medførte store ændringer. I stedet for at være en landsby midt i et stort rige blev Graz nu en grænseby, kun få mil fra grænsen til Slovenien i syd og den ungarske grænse i øst. Næringslivet stagnerede og tilvæksten var moderat.
Efter at Østrig annekteredes af Det Tredje Rige fik Graz hædersnavnet "Folkrejsningens by" af Adolf Hitler, fordi Graz havde været en af de mest aktive nationalsocialistiske centre i Østrig selv før anneksionen i 1938. Allerede i februar 1938 marcherede tusinde nationalsocialister i protest gennem Graz, selv om deres parti var forbudt under det 'austrofascistiske diktatur'. I forbindelse med Østrigs anneksion overtog de lokale nationalsocialister kontrollen over Graz, allerede inden de tyske tropper var ankommet.
Mod slutningen af anden verdenskrig blev Graz ramt af bombeangreb, der ødelagde omkring 16% af bygningerne i byen. Mens den gamle by hovedsagelig slap fri for bombeangrebene, ramtes især de sydvestlige distrikter hårdt, fordi der her var store industrier.

## Byens inddeling og byområder
Byen er inddelt i 17 bydele (ty. Stadtbezirk). Disse er:
1. Innere Stadt: 'Den Gamle By' består af den del af byen, som indtil 1780 lå indenfor byen fæstningsværker. Bygningerne er, med meget få undtagelser, fra middelalderen og frem til 1800-tallet. Bydelens centrum er torvet Hauptplatz ved foden af slotsbjerget, ikke langt fra floden Mura, hvor også rådhuset ligger. I den gamle by ligger også slotsbjerget, borgen Grazer Burg, domkirken, 'Landstandens hus', landsarsenalet, forskellige museer, gamle kirker og mange fine paladser fra 1500- til 1700-tallet. Bydelens gader er for det meste gågader, og er medtaget på UNESCO's verdensarvliste i 1999. Herrengasse er det lokale indkøbsstrøg.
2. St. Leonhard: Dette velstående borgerlige kvarter ligger sydøst for den gamle by med mange boliger fra Gründerzeit. I dette distrikt ligger Graz Tekniske Universitet og Steiermarks største hospital, som også er universitetshospital. Leonhardkirken i øst og St. Peter-bykirkegård i syd.
3. Geidorf: Også i dette centralt beliggende borgerlige kvarter nordøst for den gamle by er bygningerne for det meste fra 1800-tallet. Her er yderligere tre universiteter (Karl-Franzens-Universität, Kunstuniversität samt Medizinische Universität). Mange universitetslærere og studerende bor i Geidorf. Her ligger Graz ældste kirke, Leechkirken.
4. Lend: Lend er en central arbejderbydel vest for den gamle by på den anden side af floden. Lend var den gamle havn for flodbådene. I dag bor her mange arbejdere og indvandrere. Distriktets centre er Lendplatz i den nordlige del og Südtiroler Platz i syd. I distriktet ligger Graz' kunsthus i nærheden af centrum og hovedbanegården ved distriktets ydergrænse.
5. Gries: Dette centrale distrikt sydvest for den gamle bydel på den anden side af floden er bedst kendt for sine natklubber og andre etablissementer med tvivlsomt ry. Det er også et arbejderdistrikt med en høj procentdel af indvandrere. Centrum er Griespladsen, som allerede under det østrig-ungarske monarki var et vigtigt trafikknudepunkt. I dag er her endestation for busser fra de syd- og vestlige forstæder og randkommuner.
6. Jakomini: Det centralt beliggende kvarter syd for den gamle bydel er den mest folkerige bydel i Graz. Her er Jakominipladsen lige udenfor den gamle by, hvor alle sporvognlinjer passerer, ligesom mange af byens buslinjer. Her ligger også parken Augarten langs floden Mura, landsretten, centralremiserne for sporvognene, Graz messe og den østre banegård. Desuden er bydelen hjemsted for fodboldklubben Sturm Graz. Også fodboldklubbens tidligere stadion, som nu benyttes af klubben Grazer SC, ligger her. I Jakomini blev der bygget et ny hal, Stadthalle Graz, som stod færdig i 2002. Den anvendes både til sports- musik- og andre større arrangementer.
7. Liebenau: Den første af de ydre dele af byen ligger syd for Jakomini. De nordlige områder mod byen består af villaområder. Her er også Graz idrætsstadion og skøjtehallen. Mod syd ligger byens største industriområde.
8. St. Peter,
9. Waltendorf og
10. Ries mod sydøst og øst består hovedsageligt af boligområder. I St. Peter bor de fleste i store nybyggede boligområder i den nordlige del af bydelen. Waltendorf og Ries,, der hovedsagelig ligger i bjergområdet øst for byen centrum, er primært velhaverkvarterer. Østrigs radio (ORF) har sit hovedsæde i St. Peter.
11. Mariatrost i byens nordøstlige del, er et velstående borgerligt distrikt med boligområder og store naturområder i bakkerne og bjergene. Langs dalen, som fører ud af byen, er der nye moderne bygninger, og i dalen desuden basilikaen Mariatrost, en pilgrimskirke.
12. Andritz og
13. Gösting beliggende i den nordlige del af byen, Andritz øst for floden, Gösting vest for floden. Begge huser industrier som feks. selskabet Andritz AG. Andritz er også hjemby for den ældste fodboldklub i Graz, Grazer AK. I Gösting ligger ruinen af borgen Gösting på en stejl bakke ovenfor floden Mura. Andritz er egentlig landsbyerne Oberandritz, Unterandritz og St. Veit, der er vokset sammen med Graz.
14. Eggenberg vest for byen er dels boligområde og dels industriområde. Omkring industrierne nær den centrale jernbanestation ligger der traditionelle arbejderkvarterer, mens det bjergrige område mod vest er bebygget med villaer. Her ligger også slottet Eggenberg. I Eggenberg ligger to faghøjskoler samt tre hospitaler; UKH (kirurgi), LKH-West (Medicin) og Barmherzige Brüder II.
15. Wetzelsdorf og
16. Straßgang i vest og sydvest er hovedsagelig boligområder. I Wetzelsdorf ligger der flere kaserner for militær og politi. Kirken på Florianibjerget i Straßgang er en stor seværdighed.
17. Puntigam: Bydelen sydvest for floden Mura er en traditionel arbejderbydel. Fra det store bryggeri kommer øllen Puntigamer Bier. Ikke langt fra ligger byens største indkøbscenter (med IKEA), og byens største biografcentrum.

## Kultur og seværdigheder

### Den gamle By
Den gamle by i Graz blev i 1999 optaget i UNESCOs verdensarvsliste.
Bydelens arkitektur genspejler næsten fuldstændigt byens historiske udvikling fra middelalderen frem til vor tid.
- Grazer Schloßberg – Graz Slotsbjerg
- Grazer Burg
- Domkirken i Graz – Domkirken med mausoleum
- Sporgasse
- Herrengasse
- Hauptplatz
- Glockenspielplatz
- Grazer Landhaus – (Landstandens hus ?)
- Landeszeughaus Graz – Tøjhuset
- Grazer Oper – Operaen i Graz
- Teateret i Graz
- Bykirken
- Franciskanklostrets kirke
- Leechkirken

### Seværdigheder udenfor den gamle by
- Slottet Eggenberg
- Kirken St. Leonhard
- Herz-Jesu-kirken
- Kirken Mariagrün
- Basilikanen Mariatrost
- Den botaniske have

### Museer
- Stadsmuseet Graz
- Kunsthaus Graz
- Landeszeughaus Graz – Tøjhuset
- Kunstmuseet (Alte und Neue Galerie)

### Festivaler og arrangementer
- styriarte, musikfestival
- Steirischer Herbst, avantgardefestival
- Jazz-Sommer Graz
- Slotskoncerter på slottet Eggenberg
- vokal.total, international festival for korsang og a-cappella-grupper
- LaStrada, international festival for gadeartister
- springfestival, festival for elektronisk musik
- elevate
- Filmfestival

## Uddannelse
Graz er den næststørste universitetsby i Østrig. Ca. 45 000 studenter studerer på fire universiteter og fire højere læreanstalter.
Også Østrigs næststørste uafhængige forskningsinstitut har hjemsted i Graz – Joanneum Research beskæftiger omkring 400 medarbejdere i 20 institutioner. De vigtigste biblioteker i Graz er universitetsbiblioteket og delstatens bibliotek Steiermärkische Landesbibliothek.

### Universiteter
- Karl-Franzens-Universität Graz
- Technische Universität Graz
- Medizinische Universität Graz
- Universität für Musik und darstellende Kunst Graz

### Højere læreanstalter
- Fachhochschule Joanneum
- Fachhochschule Campus02
- Pädagogische Hochschule Graz
- Berufspädagogische Hochschule Graz

## Idræt
De vigtigste idrætsgrene i Graz er fodbold og ishockey. Graz har to fodboldsklubber i den højeste liga (Bundesliga Østrig), GAK og SK Sturm Graz. I ishockey ligger klubben EC Graz 99ers også i højeste liga.
En populær motionssport i Graz er løb. Byen og dens omgivelser tilbyder mange mil med skiltede løbestier. Der afholdes også flere offentlige løb, det største er marathonløbet (Grazer Kulturmarathon), som arrangeres hvert år i slutningen af oktober. Graz er med tre klubber også center for orienteringsløb.
En anden international konkurrence er Grazer Altstadtkriterium, et cykelløb gennem den gamle bys smalle gader. Berømte deltagere har været Lance Armstrong og Jan Ullrich.
Nogle kampe i EM i håndbold 2010 for mænd blev spillet i Stadthalle Graz.

### Idrætsklubber
- GAK, fodbold
- SK Sturm Graz, fodbold
- Grazer SC, fodbold
- EC Graz 99ers, ishockey
- Graz Giants, amerikansk fodbold
- HSV Graz

## Erhvervsliv
Graz har længe været en vigtig industriby i Østrig. 1899 grundlagdes Puch, der i 1934 blev en del af den store østrigske industrikoncerner Steyr-Daimler-Puch med Graz som et af deres centre. I dag er her Magna Steyr, der producerer biler for en række bilkoncerner, herunder Mercedes-Benz, BMW OG Saab. Graz er centrum for regionens succesfulde bilkomponentindustri ("Autocluster Steiermark").

### Virksomheder
Nogle vigtige virksomheder med hovedsæde i og nær Graz er:
- Andritz AG
- Kastner & Öhler
- Humanic
- Magna Steyr (tidligere Puch og Steyr-Daimler-Puch AG)
- AVL List
- Grazer Wechselseitige Versicherung
- Styria Medien AG
- Anton Paar GmbH
- Roth Gruppe

Desuden har flere internationale virksomheder filialer i Graz, så som:
- DaimlerChrysler
- Heineken (Bryggeriet Puntigam)
- Infineon Technologies
- Merkur-Versicherung
- Roche (Roche Pharma)
- Siemens AG
- T-Mobile

### Messe
Hvert år afholdes efterårsmesse i Graz. Mere end 1000 virksomheder fra alle brancher udstiller, og tiltrækker årligt næsten 200 000 besøgende.

## Trafik

### Jernbane
Graz ligger på sydbanen fra Wien til Slovenien. Hovedbanegården er også udgangspunktet for Steiermarks østbane til Ungarn og 'Köflacherbanen'. Fra stationen er der regional tog til alle dele af Steiermark, og intercitytog til Wien, Linz, Salzburg, Innsbruck og Villach. Der er også internationale togforbindelser til Slovenien, Ungarn, Schweiz, Tyskland og Italien.
Graz har også et vidt udbredt lokalbanenet, som påbegyndtes i 1998 og stadig udbygges.

### Veje
Ved Graz mødes motorvejene A2 (del af Europavej E66) fra Wien til Klagenfurt og videre til Italien og A9 fra Wels i nord til syd for grænsen i Slovenien. Hovedvej B67 går også gennem byen. Flere andre nationale veje til forskellige dele af Steiermark har forbindelse til denne i byens udkant.

### Lufthavn
Flughafen Graz-Thalerhof ligger omkring 10 km syd for Graz.

## Venskabsbyer
- Coventry (England)
- Darmstadt (Tyskland)
- Dubrovnik (Kroatien)
- Groningen (Holland)
- Maribor (Slovenien)
- Montclair (USA)
- Pécs (Ungarn)
- Pula (Kroatien)
- Trondheim (Norge)
- Trieste (Italien)

## Kendte personer født i Graz
- Armin Assinger, alpinskiløber
- Leopold Auenbrugger, læge
- Martin Bartenstein, statsråd
- Wolfgang Bauer, forfattar
- Karl Böhm, dirigent
- Fritz Eichler, Arkæolog
- Ferdinand II, tysk-romersk kejser 1619-1637
- Ferdinand III, tysk-romersk kejser 1637-1657
- Johann Bernhard Fischer von Erlach, arkitekt
- Heinz Fischer, forbundspræsident
- Georg von Hauberrisser, arkitekt
- Anselm Hüttenbrenner, komponist
- Marisa Mell, skuespillerinde
- Inge Morath, fotograf
- Gerda Paumgarten, alpinskiløber
- Gerhard Roth, forfattar
- Schiffkowitz, musiker
- Peter Simonischek, skuespiller
- Joseph Stammel, kunstner
- Robert Stolz, komponist og dirigent